# Okręg wyborczy Cardiff East
Okręg wyborczy Cardiff East powstał w 1918 r. i wysyłał do brytyjskiej Izby Gmin jednego deputowanego. Okręg obejmował wschodnią część miasta Cardiff. Został zlikwidowany w 1950. Ponownie utworzony przed wyborami w 2024.

## Deputowani do brytyjskiej Izby Gmin z okręgu Cardiff East

### Deputowani w latach 1918–1950
- 1918–1922: William Seager(inne języki), Partia Liberalna
- 1922–1923: Lewis Lougher(inne języki), Partia Konserwatywna
- 1923–1924: Henry Webb(inne języki), Partia Liberalna
- 1924–1929: Clement Kinloch-Cooke(inne języki), Partia Konserwatywna
- 1929–1931: James Ewart Edmunds(inne języki), Partia Pracy
- 1931–1942: Owen Temple-Morris(inne języki), Partia Konserwatywna
- 1942–1945: P.J. Grigg, Partia Konserwatywna
- 1945–1950: Hilary Marquand(inne języki), Partia Pracy

### Deputowani od 2024
- od 2024: Jo Stevens, Partia Pracy

## Źródła
- Cardiff East (od 2024)